# Marie Lenéru

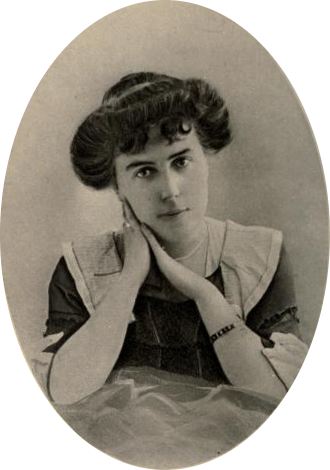
Marie Lenéru vid 37 års ålder

Marie Lenéru, född 2 juni 1875, död 23 september 1918, var en fransk författare.
Med skådespelen Les affranchis (1910), Le redoutable (1912) och de postumt uppförda La paix (1921) och Le bonheur des autres (1925) visade Lenéru en bytande förmåa att dramatiskt gestalta intellektuella och filosofiska problem. Ett märkvärdigt dokument var hennes Journal (1922, svensk översättning 1923).